# Stenotarsia simillima
Stenotarsia simillima är en skalbaggsart som beskrevs av Leon Fairmaire 1896. Stenotarsia simillima ingår i släktet Stenotarsia och familjen Cetoniidae. Inga underarter finns listade i Catalogue of Life.